# Gemensamma tulltaxan
Den gemensamma tulltaxan är en gemensam förteckning inom Europeiska unionen över bland annat tullsatser, varukoder, import- och exportbestämmelser och varuhandböcker. Tulltaxan fastställs av Europeiska unionens råd på förslag av Europeiska kommissionen.
Den gemensamma tulltaxan infördes ursprungligen genom en förordning den 1 juli 1968, samtidigt som tullunionen inom Europeiska gemenskaperna inrättades. Förordningen ersattes av en ny förordning den 10 september 1987.